# Стонтон (Вірджинія)
Стонтон (англ. Staunton) — незалежне місто в США,  в штаті Вірджинія. Населення — 25 750 осіб (2020).

## Географія
Стонтон розташований за координатами 38°9′29″ пн. ш. 79°3′41″ зх. д. / 38.15806° пн. ш. 79.06139° зх. д. ( 38.158056, -79.061501).  За даними Бюро перепису населення США в 2010 році місто мало площу 51,89 км², з яких 51,74 км² — суходіл та 0,16 км² — водойми.

## Демографія
Згідно з переписом 2010 року, у місті мешкало 23 746 осіб у 10 480 домогосподарствах у складі 5982 родин. Густота населення становила 458 осіб/км².  Було 11738 помешкань (226/км²). 
Расовий склад населення:
| - 83,7 % — білих - 12,1 % — чорних або афроамериканців - 0,8 % — азіатів - 0,2 % — корінних американців |

До двох чи більше рас належало 2,3 %. Іспаномовні складали 2,2 % від усіх жителів.
За віковим діапазоном населення розподілялося таким чином: 19,4 % — особи молодші 18 років, 60,8 % — особи у віці 18—64 років, 19,8 % — особи у віці 65 років та старші. Медіана віку мешканця становила 42,2 року. На 100 осіб жіночої статі у місті припадало 82,7 чоловіків;  на 100 жінок у віці від 18 років та старших — 78,7 чоловіків також старших 18 років.
Середній дохід на одне домашнє господарство  становив 56 843 долари США (медіана — 40 842), а середній дохід на одну сім'ю — 72 419 доларів (медіана — 61 097). Медіана доходів становила 40 475 доларів для чоловіків та 36 387 доларів для жінок. За межею бідності перебувало 17,7 % осіб, у тому числі 28,9 % дітей у віці до 18 років та 10,1 % осіб у віці 65 років та старших.
Цивільне працевлаштоване населення становило 11 297 осіб. Основні галузі зайнятості: освіта, охорона здоров'я та соціальна допомога — 29,4 %, роздрібна торгівля — 16,9 %, мистецтво, розваги та відпочинок — 10,8 %, науковці, спеціалісти, менеджери — 7,6 %.

## Персоналії
- Чарльз Гейнс (1900—1973) — американський актор і дизайнер інтер'єрів
- Вудро Вільсон (1856—1924) — 28-й Президент США (1913—1921).